# 阿倫卡爾峰
65°24′S 63°53′W / 65.400°S 63.883°W
阿倫卡爾峰（英語：Alencar Peak）是南極洲的山峰，座標65°24′S 63°53′W / 65.400°S 63.883°W，位於葛拉漢地，處於佩雷斯角以東11公里的林德冰川源頭，海拔高度1,555（5,102英尺），由讓-巴蒂斯特·夏古率領的法國探險隊發現，現時由南極條約體系管理。